# California Über Alles
California Über Alles was de eerste single van de Californische punkband Dead Kennedys. Het lied gaat over Jerry Brown, een democratische gouverneur uit Californië. De single werd in juni 1979 uitgebracht. Het nummer werd allereerst uitgebracht op het debuutalbum Fresh Fruit for Rotting Vegetables en later in een bewerkte uitvoering (met aangepaste songtekst) op het album Give Me Convenience or Give Me Death.
De titel is afgeleid van een zin uit het refrein van het Duitse volkslied, Das Lied der Deutschen. Het is geschreven door Jello Biafra, samen met John Greenway, en de songtekst zit vol met verwijzingen naar klassieke werken, zoals 1984 van George Orwell en Julius Caesar van Shakespeare. 